# 이의고등학교
이의고등학교(二儀高等學校)는 대한민국 경기도 수원시 영통구 하동에 있는 공립 고등학교이다.

## 학교 연혁
- 2015년 3월 1일 : 초대 이종재 교장 취임
- 2015년 3월 2일 : 제1회 입학식(12학급)
- 2018년 2월 8일 : 제1회 졸업식(350명)
- 2023년 3월 1일 : 제3대 강경호 교장 취임
- 2024년 1월 5일 : 제7회 졸업식 (273명)
- 2024년 3월 4일 : 제10회 입학식(12학급)

## 참고 자료
- 이의고등학교 - 한국교육학술정보원 학교알리미